# Ядзу (посёлок)
Ядзу (яп. 八頭町 Ядзу-тё:) — посёлок в Японии, находящийся в уезде Ядзу префектуры Тоттори. Площадь посёлка составляет 206,71 км², население — 17 265 человек (1 августа 2014), плотность населения — 83,52 чел./км².

## Географическое положение
Посёлок расположен на острове Хонсю в префектуре Тоттори региона Тюгоку. С ним граничат город Тоттори и посёлки Вакаса, Тидзу.

## Население
Население посёлка составляет 17 265 человек (1 августа 2014), а плотность — 83,52 чел./км². Изменение численности населения с 1980 по 2005 годы:
| 1980 | 21 303 чел. |  |
| 1985 | 21 560 чел. |  |
| 1990 | 21 091 чел. |  |
| 1995 | 20 806 чел. |  |
| 2000 | 20 245 чел. |  |
| 2005 | 19 434 чел. |  |

## Символика
Деревом посёлка считается хурма, цветком — Rhododendron indicum.